# Quận Garfield, Montana
Quận Garfield là một quận thuộc tiểu bang Montana, Hoa Kỳ.
Quận này được đặt tên theo. Theo điều tra dân số của Cục điều tra dân số Hoa Kỳ năm 2000, quận có dân số người. Quận lỵ đóng ở.

## Địa lý
Theo Cục điều tra dân số Hoa Kỳ, quận có diện tích km2, trong đó có km2 là diện tích mặt nước.

## Thông tin nhân khẩu
Theo điều tra dân số  2 năm 2000, quận này đã có dân số 1.279 người, 532 hộ gia đình, và 366 gia đình sống trong quận hạt. Mật độ dân số là <1/km ² (<1/sq mi). Có 961 đơn vị nhà ở mật độ trung bình của <1/km ² (<1/sq mi). Thành phần chủng tộc của cư dân sinh sống trong quận gồm 99,14% người da trắng, 0,08% da đen hay Mỹ gốc Phi, 0,39% người Mỹ bản xứ, 0,08% châu Á, Thái Bình Dương 0,08% và 0,23% từ hai hoặc nhiều chủng tộc. 0,39% dân số là người Hispanic hay Latino thuộc một chủng tộc nào. 25,9% là người gốc Đức, tiếng Anh 15,4%, 14,4% người Mỹ, người Scotland 8,1%, Ailen 8,1%, Na Uy 6,7% và 5,5% Scots-Ailen tổ tiên theo điều tra dân số năm 2000.
Có 532 hộ, trong đó 28,80% có trẻ em dưới 18 tuổi sống chung với họ, 60,30% là đôi vợ chồng sống với nhau, 4,50% có một chủ hộ nữ không có mặt chồng, và 31,20% là không lập gia đình. 28,20% hộ gia đình đã được tạo ra từ các cá nhân và 13,50% có người sống một mình65 tuổi hoặc cao hơn. Cỡ hộ trung bình là 2,38 và cỡ gia đình trung bình là 2,93.
Trong dân số quận đã được trải ra với 24,50% dưới độ tuổi 18, 7,10% 18-24, 23,30% 25-44, 25,80% từ 45 đến 64, và 19,30% từ 65 tuổi trở lên người. Độ tuổi trung bình là 42 năm. Đối với mỗi 100 nữ có 106,60 nam giới. Đối với mỗi 100 nữ 18 tuổi trở lên, đã có 103,40 nam giới.
Thu nhập trung bình cho một hộ gia đình trong quận đạt mức USD 25.917, và thu nhập trung bình cho một gia đình là USD 31.111. Phái nam có thu nhập trung bình USD 20.474 so với 14.531 USD đối với phái nữ. Thu nhập bình quân đầu người là 13.930 USD. Có 16,70% gia đình và 21,50% dân số sống dưới mức nghèo khổ, bao gồm 27,90% những người dưới 18 tuổi và 17,40% của những người 65 tuổi hoặc cao hơn.